# Мина-Клаверо
Мина-Клаверо (исп. Mina Clavero) — город и муниципалитет в департаменте Сан-Альберто  провинции Кордова (Аргентина). Часть конкурбации «Вилья-Кура-Брочеро — Мина-Клаверо».

## История
В 1880-х годах благодаря наличию в этих местах минеральных источников здесь стали строиться дома для отдыха. В конце XIX века были обнаружены минеральные залежи, и началось развитие добывающей промышленности. В 1928 году был создан муниципалитет.